# Хоригос
Хоригос (грч. Χορηγός) је насељено место у општини Горуша у периферији Западна Македонија, Грчка. Према попису из 2021. године било је 60 становника.
Према бугарском географу и историчару, Василу Канчову, у Хоригосу је 1900. године живело 120 Грка. Хоригос се налазе у области Населица, која је некада била насељена словенским становништвом које је касније хеленизовано. Село се раније звало Хорево.